# Strickland Creek
Strickland Creek är ett vattendrag i Kanada.   Det ligger i provinsen Ontario, i den sydöstra delen av landet, 600 km nordväst om huvudstaden Ottawa. Strickland Creek ligger vid sjön Moonbeam Lake.
I omgivningarna runt Strickland Creek växer i huvudsak blandskog. Trakten runt Strickland Creek är nära nog obefolkad, med mindre än två invånare per kvadratkilometer.